# Skrape
Skrape fue una banda norteamericana de Nü metal proveniente de oriunda de Orlando, Florida.

## Información general

### Historia
La banda fue formada a fines de los 90, bajo el nombre de Jojo, que más tarde cambiarían a Skrape. Durante su carrera la banda lanzó dos larga duración, bajo el sello discográfico RCA Records. Su debut New Killer America produjo dos singles, "Waste" e "Isolated" y vendió más de 100.000 copias en los Estados Unidos. Durante la promoción de New Killer America Skrape salió de gira con bandas tales como Pantera, Slayer y Morbid Angel.
Su segundo disco Up the Dose fue lanzado el año 2004, con poca promoción por parte de la disquera. De antemano, la banda giro esta vez junto a Soil, Static X y Twisted Method. Este disco habría estado terminado desde mediados del año 2003, teniendo además listo su primer single, el cual sería "Summer Song", pero la fecha de lanzamiento fue retrasada varias veces, hasta que finalmente el álbum fue lanzado en enero de 2004, afrontando de ese modo a cambiar el nombre del sencillo a "Stand Up", debido a que durante el mes de enero, en Estados Unidos es invierno. Dos meses después del lanzamiento de Up The Dose, la banda dejó a la disquera, disolviéndose también, durante ese mismo año. Aun así el baterista Will Hunt emitió un comunicado en el cual hablaba sobre un posible regreso de la banda, pero nada ha pasado, más allá de una reunión el 2005, abriendo para la banda Dark New Day, de la cual él ya era miembro.

### Actualidad
Hasta el año 2008, Will Hunt sería el nuevo baterista de la banda de rock alternativo/gótico Evanescense; hoy en día continua junto a su banda Dark New Day. El guitarrista Brian Milner se unió a la banda de metal industrial Dope, como bajista. El vocalista Billy Keeton continuó su carrera en varios proyectos, como Blessed in Black, junto a miembros de la banda de Metal alternativo Nothingface, sin embargo este proyecto duró muy poco. Eventualmente, Keeton canta en Florida, para la banda de covers BroadBent Betty, cuando no trabaja con los miembros antiguos de Primer 55, Bobby Burns (quien también toca bajo en Soulfly) y Kobie Jackson, con quienes tiene un proyecto llamado King Street. El bajista Peter Sison estuvo en BroadBent Betty junto al vocal Keeton por un corto periodo de tiempo, hasta que los roqueros de la banda Slaughter le ofrecieron una posición como bajista de reemplazo para Dana Strum. De todas formas, el bajista continua escribiendo junto a Billy Keeton en un proyecto alternativo llamado HoneyHole.

## Miembros
- Billy Keeton – Vocales
- Brian "Brix" Milner – Guitarra, Teclados, Tornamesas, Coros
- Randy Melser – Guitarra
- Pete Sison – Bajo
- Will Hunt – Batería, Coros

### Antiguos
- Mike Lynchard – Guitarra

## Discografía

### Álbumes
- New Killer America - (2001)
- Up The Dose - (2004)

### Singles
- Isolated - (2001)
- Waste - (2001)
- Stand Up (Summer Song) - (2004)